# ケイティ・フェイ
ケイティ・フェイ（英: Katie Fey、1983年3月30日 - ）はウクライナのソビエト社会主義共和国で生まれたモデル。彼女はファッションデザインを卒業したが、ヌードモデルとしてのキャリアを追求するために去った。名義にはJenya D, Shawnee, Evgeniya Diordiychukがあり、インターネットではKatie Feyとしてよく知られている。

## 概要
彼女はキエフにいるモデルで、髪は濃い茶色（長い）、褐色の目、淡い日焼け肌がある。また、ドレスのサイズは3で、靴のサイズは7である。彼女は買い物が大好きで、空き時間には東の踊りに大きな興味を持っている。
彼女はフラメンコと古典舞踊のダンサーで、芸術家でもある。彼女はファッションデザイナーの大学を卒業したが、モデルとファッション写真家のキャリアを選んだ。
彼女は、エロティック、ヌード、セミヌードの写真撮影を専門とする東ヨーロッパのモデルで、大部分が仮名のKatie Feyの下で、広範囲にわたるインターネットファンを楽しませている。もともと「内気」で、しばしばヌードでないことで有名になったが、性的に暗示的でトップレスのポーズをとっていましたが、彼女は最近陰毛（または剃毛したmons pubis）と、ある程度までの陰唇を見せ始めた。彼女のウェブサイトは今や彼女を「今は100％フルヌード！」と宣伝しているが、これはより明示的なウェブサイトからのページビューに対する競争の激化によるものと思われる。しかし、彼女は伝統的なポルノの生殖器や肛門の接写を拒否して、ほとんど独占的に（たまに示唆的だが性的でないセットで別の女性とポーズをとる）選ぶことはしない。また、彼女は明示的なオナニーはしない（いくつかのビデオでオナニーをシミュレートしてるが、それは彼女のストリッパー/いじめルーチンの一部としてもっとある）。これは彼女の魅力の一部かもしれず、彼女を「隣の女の子」のようにしている。
彼女はファッションデザインの学位を取得しており、モダンとフラメンコのプロダンサーである。彼女はいつの日か、女性版ヒュー・ヘフナーのようになりたいと言っている。 

## プレイボーイへの登場
彼女は15回『PLAYBOY』誌の表紙を飾っている。彼女は、オンラインの世界で「Broke Out」し、2008年11月号のウクライナのプレイボーイのカバーモデルおよび中心として、またアルゼンチンのプレイボーイの2008年11月号とギリシャのプレイボーイの2008年11月号の両方に登場した。これらの後者のセットは「Evgenia Diordiychuk：裸で危険にさらされている」として宣伝されており、当時は新作の2枚目のダニエル・クレイグのジェームズ・ボンド映画とクロスプロモーションされた。2009年3月に、彼女はその年のロシアのプレイボーイプレイメイトの最後の10人の候補の中に残り、彼女はその年の表紙だったその年のウクライナのプレイボーイプレイメイトと賞を授与された。2011年8月、彼女はPlayBoyのCyberClubの今月のCyberGirlだった。

## ショーニーとして
彼女が最初に登場したのは、Teen Stars Magazine onlineのShawneeという名前で、彼女の非ヌードとセミヌードのスタイルが最初に確立された。写真は今では時代遅れで、彼女は明らかに彼女の本名とKatie Feyのブランドの下で自分自身を宣伝するために動いている。

## ケイティ・フェイとして
Evgenia Diordiychukが大きな注目を集め始めたのは、Katie Feyブランドだった。このブランドの下で彼女はPeachyフォーラム（1,474の投稿）で最大のファンのチャットリストの1つとFreeones.comでチャットの投稿の62ページを持っている。Katie Feyとして、Evgenia Diordiychukは、スペインにあるアダルトサイトのオンライン開発者であるPictormediaの子会社であるWonton Media LLCによって宣伝されている。Felicity Fey、Tabatha Fey、Ana Feyなど、他の多くのモデルが 'Fey'ブランドを共有しており、それらのどれもKatie Feyと関係はなく、彼らはすべてPictormediaを通して「Fey」ブランドを使っている単なるモデルである。
「ケイティ」は、いくつかの個人情報を提供し、そして彼女が彼女の本当の名、エフゲニアを与えるその中で、ガールネクストドアマガジンにインタビューをした。

## MetArtにて（Jenya D.として）
Metgenのウェブサイト用に作成された写真セットでは、Evgenia DiordiychukもJenya D.（JenyaはEvgeniaの短縮形）という名前で表示される。これらのセットの中で、彼女の作品はしばしば（わずかに）より明示的である（彼女のKatie Feyブランドはより明確なMetArtセットへのより広い関心のためにおそらく達成されている）が、やはり示唆的な接触以外は何もせず、セックスもしない（キス以外にはっきりしたことは何もしない）。メットアートは露骨なセックスシーンを見せないソフトコアウェブサイトである。Jenya D.の写真セットは、多くの場合、Met Artサイトに掲載されている他の写真セットよりも明確ではない。Jenya D.はMetArtの110枚の写真セットに登場し、彼女は最も人気のあるモデルの1人になった。

## アメリカンアパレル
2013年にJenyaはアメリカで衣料品ブランドAmerican Apparelのモデリングを始めた。彼女の写真はカタログやTumblrのサイトで見ることができる。Jenyaは、下着からカジュアルな服装までモデル化されている。　　　